# Prigorodnoe
Prigorodnoe (Пригородное) è un comune rurale (Sel'skoe poselenie) della Russia, appartenente al Nesterovskij rajon nell'oblast' di Kaliningrad.

## Storia
Storicamente appartenuta alla Germania, fu nota fino al 1938 con il nome di Petrikatschen. In quella data prese il nome di Schützenort, mantenuto fino all'annessione all'Unione Sovietica (1945).

## Geografia antropica
Il territorio comunale di Prigorodnoe comprende i centri abitati (Poselok) di Prigorodnoe, Babuškino, Čapaevo, Černyševskoe, Černjachovo, Detskoe, Jagodnoe, Lugovoe, Nevskoe, Nekrasovo, Pervomajskoe, Petrovskoe, Pokryškino, Puškino, Razdol'noe, Voznesenskoe, Voskresenskoe, Vyselki.